# Yersiniaceae
Yersiniaceae (лат.) — семейство грамотрицательных бактерий из порядка Enterobacterales класса Gammaproteobacteria, выделенное в 2016 году. В состав семейства включают некоторые известные патогены, например, типовым видом рода Yersinia является Yersinia pestis — возбудитель чумы.

## Классификация
На апрель 2021 года в семейство включают 8 валидных родов бактерий:
- Chania Ee et al. 2016
- Chimaeribacter Rossi and Fisher 2020
- Ewingella Grimont et al. 1984
- Rahnella Izard et al. 1981
- Rouxiella Le Flèche-Matéos et al. 2015
- Samsonia Sutra et al. 2001
- Serratia Bizio 1823
- Yersinia van Loghem 1944